# Raï N'B

Couverture du premier album de Raï N'B Fever.

Le Raï N'B est un sous-genre musical apparu en 2004, qui mélange des éléments de raï algérien et de RnB français. Il se distingue aussi par des beats inspirés par la house et la dance

## Histoire
En 2004, deux compilations mélangeant chacune Raï et RnB sont publiées : Raï N'B Fever de Kore et Skalp et Des 2 côtés de DJ Kim et DJ Goldfingers. Le chanteur français Amine se considère lui-même comme le parrain du genre. Il se fait connaître en 2005 à travers sa chanson Ma vie, qui est classée 15e en France. Ses chansons Sobri (en duo avec Leslie) et J'voulais sont également bien classées dans le pays.